# Lista över fladdermöss på Madagaskar

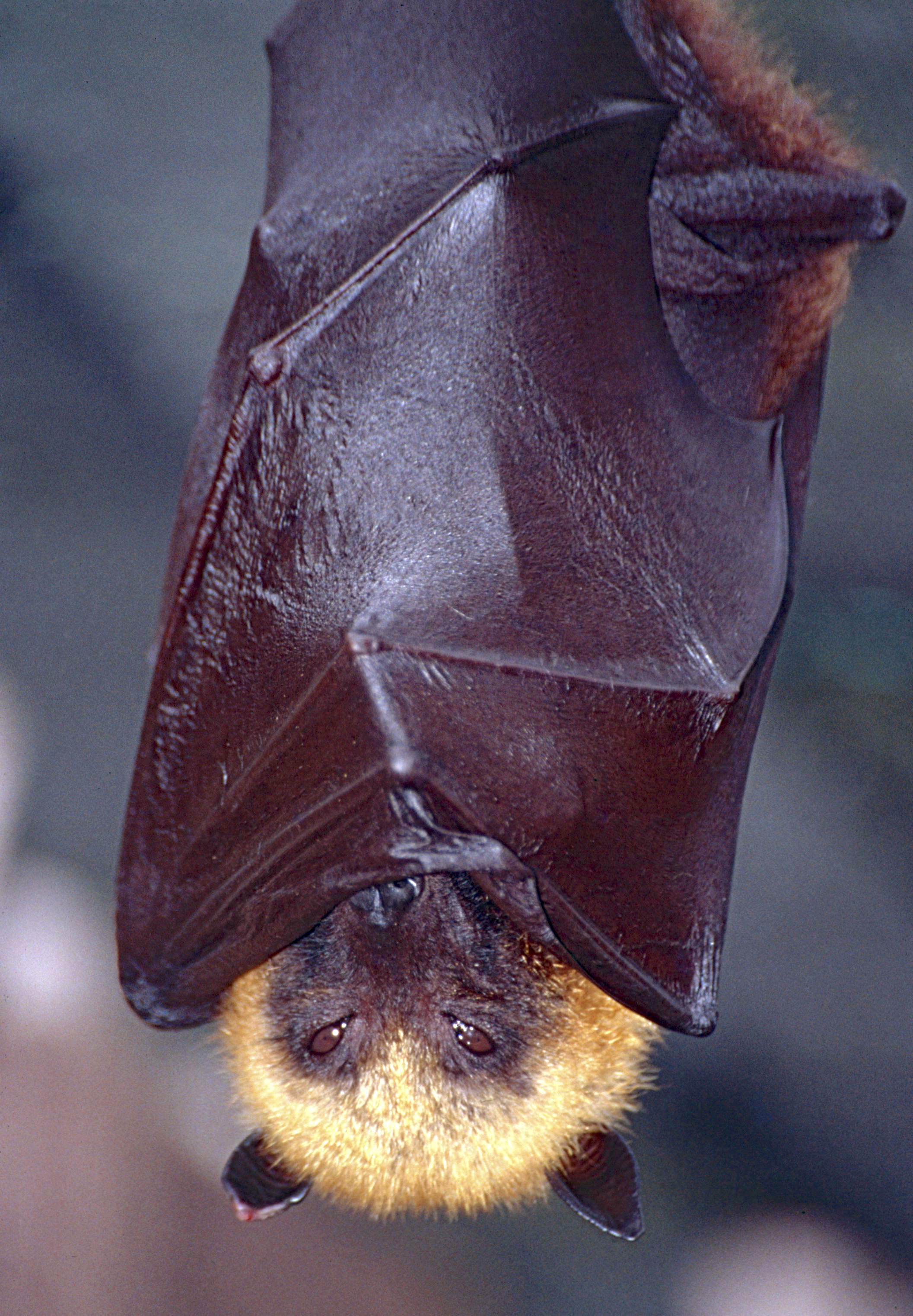
Pteropus rufus

Fladdermöss är en av de stora ursprungliga däggdjursgrupperna på Madagaskar som fanns där redan före människans ankomst på ön. De andra är tanrekar, lemurer, rovdjur av familjen Eupleridae och Madagaskarråttor. Fyrtiosex olika fladdermusarter registrerades på Madagaskar varav tretiofem endast förekommer på ön. Nya arter upptäcks kontinuerliges och antalet av de kända fladdermössen på ön ökar därför kraftig. Till exempel listades i Mammals of Madagascar (2007) av Nick Garbutt bara 36 arter. De flesta fladdermöss på Madagaskar eller deras förfäder koloniserade ön från det närbelägna afrikanska fastlandet men för fyra arter lever de närmaste släktingar i Asien. Dessa fyra arter är Pipistrellus raceyi, Pteropus rufus, Emballonura atrata och Emballonura tiavato.

## Taxonomisk översikt
De följande familjer och släkten förekommer med minst en art på Madagaskar:
- Familj Pteropodidae (3 endemiska arter)
  - Släkte Eidolon (1 endemisk art)
  - Släkte Pteropus (1 endemisk art)
  - Släkte Rousettus (1 endemisk art)
- Familj Hipposideridae (6 endemiska arter)
  - Släkte Hipposideros (2 endemiska arter, varav en är utdöd)
  - Släkte Paratriaenops (2 endemiska arter)
  - Släkte Triaenops (2 endemiska arter, varav en är utdöd)
- Familj Emballonuridae (2 endemiska arter, 2 ej endemiska arter)
  - Släkte Coleura (1 ej endemisk art)
  - Släkte Emballonura (2 endemiska arter)
  - Släkte Taphozous (1 ej endemisk art)
- Familj Nycteridae (1 endemisk art)
  - Släkte Nycteris (1 endemisk art)
- Familj Myzopodidae (2 endemiska arter)
  - Släkte Myzopoda (2 endemiska arter)
- Familj Molossidae (3 endemiska arter, 4 ej endemiska arter)
  - Släkte Chaerephon (2 endemiska arter, 1 ej endemisk art)
  - Släkte Mops (1 endemisk art, 1 ej endemisk art)
  - Släkte Mormopterus (1 endemisk art)
  - Släkte Otomops (1 endemisk art)
  - Släkte Tadarida (1 ej endemisk art)
- Familj Miniopteridae (9 endemiska arter, 2 ej endemiska arter)
  - Släkte Miniopterus (9 endemiska arter, 2 ej endemiska arter)
- Familj Vespertilionidae (8 endemiska arter, 4 ej endemiska arter)
  - Släkte Hypsugo (1 ej endemisk art)
  - Släkte Myotis (1 endemisk art)
  - Släkte Neoromicia (3 endemiska arter)
  - Släkte Pipistrellus (1 endemisk art, 1 ej endemisk art)
  - Släkte Scotophilus (3 endemiska arter, 1 ej endemisk art)